# Cacomantis variolosus
Il cuculo di macchia (Cacomantis variolosus Vigors & Horsfield, 1826) è un uccello della famiglia Cuculidae.

## Tassonomia
Cacomantis variolosus ha sette sottospecie:
- Cacomantis variolosus infaustus
- Cacomantis variolosus oreophilus
- Cacomantis variolosus blandus
- Cacomantis variolosus macrocercus
- Cacomantis variolosus websteri
- Cacomantis variolosus addendus
- Cacomantis variolosus variolosus

## Distribuzione e habitat
Questo uccello vive in Australia, Indonesia, Timor Est, Papua Nuova Guinea e sulle Isole Salomone. È di passo su Palau.